# Quatre livres des secrets de médecine et de la philosophie chymique

Quatre livres de secrets de médecine et de philosophie chymique est un ouvrage de remèdes distillés du médecin Jean Liébault publié en 1573.
Il se place dans la filiation du Livre de la Distillation de Hieronymus Brunschwig de 1500, puis de ceux de Philipp Ulstad (1525) et de Conrad Gesner (1552) et marque le début de l'influence de la médecine chimique paracelsienne en France.

## Médecine galénique et médecine chimique

### Médecine distillatoire
En 1500, le premier manuel de distillation de matières médicales, publié par l'apothicaire strasbourgeois Hieronymus Brunschwig, propose de remplacer les formes galéniques des plantes médicinales (et de la matière médicale) par des formes distillées sans déroger à l'orthodoxie galénique. L'ouvrage connut un grand succès et fut non seulement réédité de multiples fois dans plusieurs langues européennes, mais servit aussi de modèle à une série d'ouvrages dans la même veine tout au cours du XVIe siècle. Sur ce modèle, on peut citer le médecin allemand Philipp Ulstad qui publia Coelum philosophorum seu de secretis naturae liber (Fribourg, 1525), et le naturaliste suisse Conrad Gesner qui publia un Thesaurus Euonymi Philiatri De remediis secretis (en 1552 à Zurich puis à Lyon de 1554-1559).
En France, le médecin Jean Liébault publia en 1573 une adaptation en français d'une œuvre posthume de Gesner, augmentée de nombreuses observations personnelles, de compilations et de recettes obtenues de ses confrères. Il s'appuya sur la deuxième partie de l'ouvrage de Conrad Gesner, Thesaurus De remediis secretis (qui ne fut pas publiée du vivant de l'auteur), pour concevoir une œuvre de compilations personnelles, sortie sous le titre de Quatre livres des secrets de médecine et de la philosophie chymique. Il indique précisément qu'après avoir lu
« la seconde partie d'Euonyme, ..., [je] me suis esbatu, l'espace de quelques veilles, non tant à la traduire en français, que paraphraser, même la revoir soigneusement, & l'augmenter de plusieurs singulières distillations excogitées & expérimentées par plusieurs des excellents Médecins de Paris ».
Déjà en 1554, était paru en français une traduction de la première partie de Thesaurus Euonymi Philiatri De remediis secretis, sous le titre de Trésor des remèdes secrets par Evonyme Philiastre traduit par l'érudit Barthélemy Aneau et contenant des informations très semblables sur les techniques de distillation et les indications des matières médicales distillées.

### Distillation et médecine chimique
Les médecins universitaires du début du XVIe siècle se montraient convaincus que la médecine devait être celle des Anciens, dominée par Galien, et libérée des scories médiévales. Cependant à côté des grands textes médicaux de l'Antiquité, les humanistes de la Renaissance avaient trouvé de nombreux textes philosophiques, notamment d'inspiration platonicienne et alchimiste qui allaient infléchir leur pensée. L'alchimie intéressait les médecins non pas dans la perspective d'une vaine recherche de la transmutation des métaux mais pour les moyens qu'elle leur offrait d'extraire des substances la partie la plus subtile et la plus efficace sur le plan thérapeutique.
Deux voies de pénétration des techniques (al)chimiques dans la médecine commencèrent à se dessiner :
- une voie douce avec Brunschwig (1500) Ulstad (1525) et Gesner (1552) qui à l'intérieur du galénisme, proposent de remplacer les formes galéniques de la matière médicale par des formes distillées ;
- une voie radicale avec Paracelse, qui repoussait l'autorité d'Hippocrate et Galien, et s'appliquait à fonder une nouvelle médecine en cherchant des explications chimiques à une large gamme d'observations[2]. Les paracelsiens pensaient que la préparation chimique des médicaments modifiait  les substances d'origine et les rendaient beaucoup plus efficaces que les mélanges d'herbes traditionnels des galénistes. Ils prônaient l'usage internes des produits de la distillations, des minéraux et des métaux (certains assez toxiques comme le mercure, l'arsenic, le plomb et l'antimoine). En France, la prescription de l'antimoine déclencha en 1566 une « querelle de l'antimoine » qui perdura une centaine d'années[3].

Liébault publie son ouvrage peu après que la Faculté de médecine de Paris ait condamné l'usage interne de l'antimoine. Bien que se revendiquant d'Hippocrate et Galien, il indique dans la préface, tous les bénéfices que la thérapeutique peut tirer des préparations obtenues par distillation :
« que la résolution Chymique fait apparaître & sortir [de]hors les forces et vertus de plusieurs médicaments, lesquelles autrement y étaient cachées, quasi ensevelies & enfermées par le mélange naturel des substances grossières avec les subtiles...Outre que la distillation le plus souvent, cuit, digère, subtilie [purifie] les substances grossières & terrestres, corrigent les vertus malignes & vénéneuses des médicaments és huiles d'argent vif, de vitriol, d'Antimoine ».
La distillation est donc supposée amoindrir la toxicité du mercure, du vitriol er de l'antimoine.
Liébault commence par rappeler quelques définitions classiques de la distillation, puis passe en revue les diverses techniques de distillation per ascensum, per descensum, par bain-marie, au soleil, dans le crottin etc. À l'époque la notion de « distillation » est beaucoup plus large que maintenant (comme nous allons voir ci-dessous). Il examine quelques techniques de refroidissement des vapeurs soit immédiatement au niveau du chapiteau (Livre I, chap. 5) soit au niveau du tuyau de décharge en la faisant passer dans un bac d'eau froide (livre II, chap. 2; Livre III, chap. 3 et chap. 17 pour un serpentin). Les techniques de refroidissement, connues depuis le XIIe siècle, quoique jouant un rôle essentiel pour la production d'eau-de-vie, n'ont retenu l'attention des distillateurs que très lentement et progressivement.

## Les «eaux distillées»

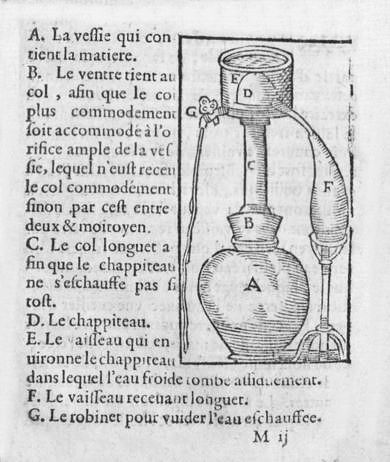
Fig.1 Alambic avec chapiteau dans un bac d'eau froide (Quatre livres des secrets...)

Liébault à la suite de Brunschig et de Gesner, défend l'idée d'utiliser les distillats de plantes médicinales comme remède. Ainsi la distillation de la tormentille (ou potentille dressée) donne un distillat médicinal fort utile :
| Eau de tormentille. Eau de tormentille est bonne pour les ulcères, chancres, fistules & plaies intérieures, même les douleurs des mamelles & du membre viril, elle guérit l’hydropisie, clarifie les yeux sur tous les autres médicaments oculaires, appaise les fiebvres. (Quatre Livres[1], Livre II, chap.2) |
tout comme la distillation de nombreuses substances organiques (œufs, tortue, perdrix, serpent, chapon, sang ou excréments humains, etc.). Un grand nombre de ces distillats médicinaux sont des recettes d'Antoine Fumanel, médecin de Véronne (Livre II).
Alors que Brunschwig ne distinguait pas clairement dans le distillat, la fraction huileuse (non miscible à l'eau) de la phase aqueuse, Gesner avait commencé à indiquer (dans Trésor des remèdes secrets, 1554) comment mettre de côté cette fraction très odorante que l'on appelle de nos jours huile essentielle.
Dans le présent ouvrage, Liébault consacre le livre II, aux « eaux distillées » et le livre III, aux « huiles ». Les eaux distillées sont obtenues par « distillation », de plantes non aromatiques comme la chélidoine, les fraises, l'oseille, la tormentille, la fleur de sureau, etc. ou de substances organiques (vipères, grenouilles, etc.). Quand parmi ces eaux distillées, on trouve des distillats de plantes aromatiques, on ne doit pas oublier que la « distillation » avait peu à voir avec ce qu'on attend de nos jours. Ainsi l'eau de fleurs de Romarin (plante aromatique) est obtenue par une « distillation » que l'on qualifierait de nos jours de « dégradation-macération » (Livre II, chap. 3).
| Eau de fleurs de Rosmarin. Emplissez une bouteille de fleurs de rosmarin, enfoncez dans du sable jusqu'à la moitié, & l'y laisser un mois entier ou plus, jusqu'à ce que les fleurs soient converties en eau. Puis mettez la au Soleil l’espace de quatre jours, elle s’espoissira, & aura la vertu de Baulme. Elle conforte le cœur, cerveau et tout le corps, elle fortifie la mémoire, oste les taches de la face & des yeux, si on en instille seulement une goutte dans l’œil par deux ou trois fois. (Livre II, chap.3). |
Il remarque toutefois que « Autre eau des fleurs de Rosmarin de vertu admirable » peut aussi être obtenue par distillation des fleurs dans l'alambic (sans mentionner de substances huileuses surnageant).
Il propose aussi des distillats d'assemblage de plantes. Comme les eaux thériacales des célèbres professeurs de médecine Rondelet et Jacques Sylvius.  La première s'obtient par distillation d’un assemblage d’oseille, camomille, pouliot, chiendent, chardon bénit, trempés dans du vin blanc (Livre II, Chap.9). Plusieurs recettes « d'eaux composées » appelées Elixir sont aussi produites par distillation d'un grand nombre de plantes.

## Les «huiles»
La distinction n’est pas faite entre les diverses substances d’aspect huileux, hydrophobes. Les « huiles » peuvent désigner aussi bien des lipides (ou corps gras comme l’huile d’olive) que des terpénoïdes surnageant dans les distillats, à savoir des substances odorantes et volatiles comme l’huile essentielle de lavande.

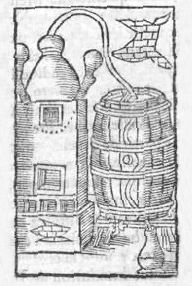
Fig.2 Alambic avec serpentin : pour distiller à « la façon de l'eau-de-vie, par un vaisseau de bois plein d'eau, par lequel passe un canal tortu en forme de serpent, afin que les esprits ne se brûlent »

Dans le livre III, chap. 4, est indiqué La manière de distiller les huiles à l'eau bouillante : broyez la substance à distiller dans de l'eau, laissez macérer, puis faite bouillir dans un alambic comportant un système de refroidissement à l'eau froide. « Les esprits oleagineux monteront avec la vapeur d'eau...[passeront] au travers d'un tonneau d'eau froide & seront tournez en huyle, laquelle par apres au fourneau de digestion separez de l'eau avec une cuillier d'argent ». Il présente aussi une autre technique de séparation de l'huile de l'eau par un système s’apparentant au vase florentin (chap. 6).
Dans le chapitre suivant, est présentée une technique d'extraction de corps gras par pression (conçue comme une « distillation »). Ainsi au chapitre 5, a-t-on La manière d'extraire les huyles au Pressoir (chap. 5) et au chapitre 13,  l'extraction de l'huile de baies de laurier ou de genévrier.
Dans ce livre III, se succède donc la présentation de diverses « huiles » suivant des procédés de fabrication divers. Avec la lavande aspic (ou aspic), l'huile essentielle en est extraite par hydrodistillation et une « eau » est obtenue en laissant macérer dans un récipient placé dans le sable (conçu comme une forme de distillation par le sable).
| Huyle d'aspic. Faites tremper l'aspic premièrement en vin, puis le distiller: l'huyle en sort la première, veu [vu] qu'autrement l'eau en est separee par distillation sur l'arene. (Livre III, Chap. 12) |
Liébaut propose la fabrication de multiples d'huiles et de baumes pour les plaies et les ulcères profonds. Il rappelle l'opinion de Paracelse, de ne jamais mettre dans les plaies, les baumes préparés par distillation.
Malgré les nombreuses références respectueuses à Galien, ce texte marque l'influence grandissante de la médecine paracelsienne : non seulement les remèdes Chymiques obtenus par distillation prennent la place des préparations galéniques de plantes médicinales mais il s'engage même sur le terrain risqué des médicaments métalliques.

## Eau-de-vie
Le livre IV chapitres 1 à 4, s'arrête longuement sur les eaux-de-vie qu'il définit d'emblée ainsi :
| L'eau qui est distillée de vin pur ou de lie de vin, est appelée par aucuns [certains] eau de vie, parce qu'elle soutient la vie et retarde la vieillesse. |
Liébault utilise aussi deux autres termes « eau ardente » et « quinte-essence ». L'« eau ardente » est ainsi appelée parce qu'elle a la propriété de brûler. Cette substance produite par l'art alchimique possède les propriétés contradictoires de l'eau et du feu, deux éléments antagonistes de la théorie des quatre éléments. Le second terme « quintessence » est une expression de l'alchimie de Jean de Roquetaillade (Rupescissa), le moine franciscain du XIVe siècle, qui la rattachait à une eau-de-vie abondamment rectifiée. Ce rapprochement eut une influence considérable sur l'usage médical des remèdes alcooliques au cours des siècles suivants.

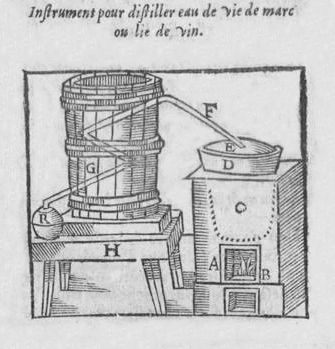
Fig.3 Alambic à serpentin

Le mot « alcool » n'existait toujours pas en français en 1573 quand Liébault publie son ouvrage. Il sera encore rare aux XVIIe – XVIIIe siècles avec la valeur d'« esprit de vin » (alcool éthylique) et ne deviendra usuel qu'au début du XIXe siècle.

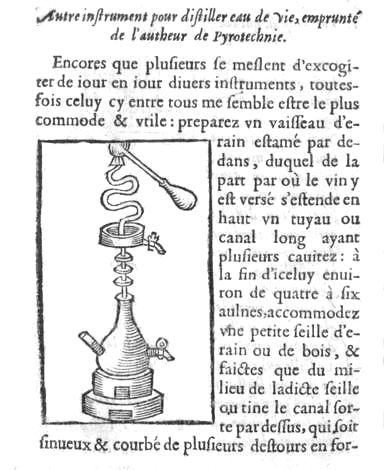
Fig.4 Exemple d'appareil à distiller « excogité »

Jusqu'à la Renaissance, l'eau-de-vie n'est qu'un remède. Découvert par les apothicaires et les chirurgiens au XIIe siècle, son emploi médical restera marginal  durant plusieurs siècles. Brusquement au XVIe siècle apparaissent de nombreux travaux sur la distillation de Brunschwig, Philipp Ulsted, Paracelse et Andreas Libavius qui empruntent massivement les idées de Rupescissa sur la distillation et la quintessence et les étendent dans de nouvelles directions. L'usage de l'eau-de-vie comme boisson récréative n'est toutefois toujours pas mentionnée - elle ne viendra qu'au siècle suivant.
Dans le livre IV, Liébault passe en revue quelques appareils pour distiller l'eau-de-vie. La nécessité de disposer d'un système de refroidissement efficace commence à être reconnue et même ajoute-il, le besoin se fait sentir de « parachever la distillation en quelque lieu froid » où on puisse disposer d'eau froide. Il précise dans la légende de l'illustration fig. 3, ci-contre : « E Le canal... doit être tortillé & sinueux, ... afin que les vapeurs retenues par long temps soient plus facilement épaissies ».
C'est une époque où l'imagination débordante des concepteurs d'alambic se donne libre cours. Liébault propose un appareil surprenant mais que lui juge utile (voir figure 4 ci-contre).
À coup de citations d'auteurs réputés, Liébault liste un nombre incroyable de propriétés médicinales merveilleuses de l'eau-de-vie. Par exemple, d'après le cardinal gascon Vital du Four:
| Vital du Four outre plusieurs autres, lui attribue ces vertus. Elle rompt les apostèmes [abcès] tant intérieures qu'extérieures si la buvez, ou extérieurement les fomentez [frotter] oste les macules, rougeur & chaleur des yeux,& restreint les larmes découlantes d'iceux: délivre les opilations [obstructions] du foie & de la rate si vous en buvez sobrement & en petite quantité. (Livre IV, chap. 3) |
L'eau-de-vie peut être prise pure mais aussi sous forme d'alcoolat, macération de plante dans l'eau-de-vie. Dans la multitude d'essais faits avec les plantes aromatiques, les épices, le miel, l'écorce de citron, d'orange etc., que l'on faisait macérer avant ou après distillation à l'alambic, jamais n'est mentionné le goût du produit final. L'époque des boissons alcoolisées récréatives était encore en gestation. Les médecins chimistes avaient conçu le produit, il fallait le contexte culturel des fêtes au château de Versailles pour lui trouver un autre usage.

## Les médicaments métalliques
Jean Liébault qui se réclame plus de l'autorité de Galien que de celle de Paracelse, semblait cependant prêt à accepter certains remèdes chimiques paracelsiens, dans la mesure où il pouvait faire valoir des témoignages de leur efficacité.

### L'antimoine
Il consacre les chapitres 27 à 31 du livre III à l'antimoine. Il accorde beaucoup d'importance aux méthodes d'élaboration de l'antimoine qui doivent garantir l'efficacité thérapeutique des préparations. Plus de 25 recettes différentes sont présentées, certaines comportant de nombreuses opérations (comme chauffer la poudre d'antimoine avec du vinaigre), suivies ou non d'une phase de distillation à l'alambic, d'autres sont très simples comme celle qui vient selon lui de Théophraste Paracelse :
| Prenez antimoine une demi livre, sucre candit dix onces, pulvérisez les subtilement & distillez sur arène, ou au bain selon l'art. Prenez une once de cette huile, aloë succocitrin demie once, ambre deux dracmes, safran trois dracmes, malaxez le tout en une masse, faites petites pillules, baillez-en trois avec conserve de borroche avant l'accès de la fiebvre, incontinent la sueur viendra. (Livre III, chap. 29) |
(Une once vaut 30,59 g, une dracme vaut 3,8 g).
Jean Liébault adopte une attitude d'expérimentateur prudent (d'un médecin « empirique ») : il donne les recettes afin que chacun puisse essayer et expose les avis contrastés des partisans et des adversaires des remèdes antimoniaux.
Les partisans nommément désignés, préviennent des propriétés émétiques et laxatives:
| L'huyle ou quintessence d’Antimoine de Leonhart Fieravent au second livre de ses capricces chap. 60. Cette huile est un médicament précieux à prendre par la bouche avec vin, ou brouet, ou quelque sorte d’eau, seulement à la quantité d’une goutte, car elle évacue le corps tant par vomissement que par le ventre, appliquée extérieurement aux ulceres malignes les mondifie [purifie] miraculeusement. (Livre III, chap. 29) |
Il cite aussi des cas précis de malades morts d'avoir pris de l'antimoine. Il reproduit le jugement du Collège des médecins de Paris touchant l'Antimoine condamnant l'antimoine comme un médicament pernicieux qui ne peut être pris par la bouche sans grand péril & danger.
Liébault consacre aussi des pages importantes à l'huile de soufre (Livre III, chap. 32) et à l'huile de vitriol (Livre III, chap. 33). L'huile de vitriol (de l'acide sulfurique) a reçu son nom parce qu'elle est tirée d'un sulfate, le vitriol, et parce qu'elle a la consistance d'une huile.

### Le mercure
Le livre II, chapitre 10, consacré aux « Eaux métalliques et eau forte », donne des recettes à base du redoutable mercure sublimé. Ainsi l'« eau d'argent sublimé » est obtenue par distillation d'étain, de vif-argent et de mercure sublimé. Elle extirpe tout chancre, dit-il.
La syphilis, une maladie vénérienne apparue en 1494, dans les troupes françaises en garnison à Naples, se manifeste au stade primaire par de petites lésions (ou chancres syphilitiques). Paracelse prend le parti du traitement au mercure. Malgré la connaissance de la toxicité du mercure et le doute sur son efficacité thérapeutique, ce traitement au mercure s'imposa, pendant près de cinq siècles. Il fallut attendre le premier traitement de la syphilis par la pénicilline en 1943, pour que les médecins apprennent à changer leurs habitudes thérapeutiques.

### L'or potable
Un autre remède métallique à avoir suscité beaucoup d'intérêt à la Renaissance est l'or potable. L'idée que l'or produit par les alchimistes était susceptible de prolonger la vie remonte aux alchimistes taoistes chinois du IVe siècle (comme Ge Hong). Venue en Europe via les Arabes, la quête de l'élixir fut diffusée notamment par Roger Bacon dès le XIIIe siècle. Au siècle suivant, Jean de Roquetaillade y ajouta l'idée que la quintessence permettait à l'homme de se soustraire à la corruption. La quintessence se préparait avec de l'aqua ardens de multiples fois redistillée. De nature incorruptible, elle pouvait préserver de la corruption. Philipp Ulstadt dans son Coelum philosophorum (1525) puis Conrad Gesner dans son Remedis secretis (1552)  traitèrent abondamment du sujet.
Liébault aborde le sujet dans le livre IV, chapitre 12. En une vingtaine de pages, il compile les opinions de différents auteurs aussi bien les sceptiques
| Je tiens pour certain que ne sont que mensonges ce que les Philosophes disent de la pierre philosophale, mesmement de ce qu’ils traitent de l’eau & huyle d’or. (Ecrit à Gesner) |
que les partisans :
| De l'or dissoult & potable, & de ses facultez,...d'Antoine Fumanel. ..bu il apporte joie au cœur, augmente les forces, chasse les maladies, retarde la vieillesse, ...guérit la lèpre, mondifie la sang, empêche la chute des cheveux... |
Il donne aussi plus d'un vingtaine de recettes de fabrication différente.
En voici une qui cumule prudemment feuille d'or, eau ardente et quintessence :
| La manière de faire quelque chose semblable à l'or potable qui est singulier à plusieurs maladies. Aucuns Chymistes estimans que l'eau ardente pouvait facilement concevoir les facultés & vertus de l'or, prennent or naturellement ou artificiellement dépuré, qu'ils appellent soleil, le mettent en plusieurs petites tranches & feuilles, lesquelles ils brûlent cent fois & autant de fois l'éteignent en eau ardente, duquel mêlé à la quinte essence comme au ciel se servent en plusieurs maladies. Voilà ce qu'a écrit Fumanel. |